# Зволожувач шкіри
Зволожувачі або емоліенти — складні суміші хімічних агентів спроектованих так щоб зробити зовнішні шари шкіри (епідерміс) м'якшими і гнучкішими. Вони збільшують гідратацію шкіри (вміст вода) зменшуючи випаровування. До вмісту зволожувачів можуть входити як ліпіди і стероли які містяться в шкірі людини за нормальних умов, так і штучні.

## Що таке емолієнти?
Емолієнти закупорюють поверхню шкіри, що попереджає втрату вологи з рогового шару (подібно до плівки на ґрунті). Вони зменшують сухість шкіри, її шорсткість та лущення, відчуття свербежу.
Склад емолієнтів варіюється, але основою завжди являються ліпіди. Ліпіди – це широкий термін, що охоплює жири, воски та олії. Їх комбінують з іншими речовинами для досягнення певних терапевтичних цілей. Прості емолієнти можуть містити ліпіди, воду, стабілізатори та консерванти. Складніші емолієнти також містять зволожувальні інгредієнти або продукуються у такому вигляді, щоб надати засобу додаткових властивостей, наприклад, підвищений рівень всмоктування або проникності шкіри.

## Лікарські форми емолієнтів
Використовувати емолієнти можна різними способами, через що існує широкий ряд різних фармакологічних форм: засоби для вмивання, для ванни, для очищення шкіри та замінники мила. За формою випуску це можуть бути креми, мазі, гелі, муси та лосьйони.

## Використання
Зволожувачі запобігають висиханню шкіри та допомагають сухій шкірі, захищають чутливу шкіру, покращують її відтінок і текстуру та маскують недоліки.
Використовують емолієнти при:
1. Захворюваннях шкіри, які супроводжуються сухістю
2. Акне
3. Псоріазі[3]
4. Екземі та атопічному дерматиті
5. Для збереження здоров'я шкіри
6. Для догляду за шкірою немовлят
7. Для догляду за шкірою осіб літнього віку

## Зноски
1. 1 2 3  Практичні рекомендації щодо застосування емолієнтів. Механізм дії, побічні ефекти. | Dermaschool. Школа практичної дерматокосметології професора Святенко (укр.). Процитовано 12 березня 2024.
2. ↑  Mayo Clinic: Moisturizers: Options for softer skin [Архівовано 3 липня 2017 у Wayback Machine.]
3. ↑  Кератолітики і емоленти та їхня роль у терапії псоріазу. Школа практичної дерматокосметології професора Святенко (укр.). Процитовано 12 березня 2024.